# مولي لويس
مولي لويس (بالإنجليزية: Molly Lewis)‏ هي ملحنة ومغنية مؤلفة أمريكية، ولدت في 23 نوفمبر 1989.

## وصلات خارجية
- الموقع الرسمي